# Brzeźno (powiat koniński)
Brzeźno – wieś w Polsce położona w województwie wielkopolskim, w powiecie konińskim, w gminie Krzymów.

## Położenie i obszar
Brzeźno położone jest na południowy wschód od Konina, na wysokości 108 m n.p.m.. Według dziewiętnastowiecznych źródeł (Słownik geograficzny Królestwa Polskiego) Brzeźno położone było w powiecie konińskim, gminie Brzeźno, parafii Konin. Wieś oddalona była cztery wiorsty od Konina i dwie i pół wiorsty od Warty, zajmowała obszar 4123 mórg.
Na północ od miejscowości rozciągają się nadwarciańskie łąki i wydmy, od zachodu pas lasu oddziela wieś od konińskiego osiedla Wilków, a na wschodzie granica miejscowości sięga aż pod wzgórze Popielnia. 

## Historia
Pierwsza wzmianka o Brzeźnie pochodzi z 1398 roku. Wieś wchodziła w skład kasztelanii lądzkiej, następnie do powiatu konińskiego, będącego częścią województwa kaliskiego. Brzeźno należało do parafii konińskiej, do okręgu wokół kościoła św. Bartłomieja.  
Już w XII wieku eksploatowano we wsi, metodą odkrywkową, złoże białego piaskowca.   
W wyniku II rozbioru Polski Brzeźno znalazło się w graniach Królestwa Prus, w departamencie poznańskim. Następnie, od 1795 do 1806 roku wieś wchodziła w skład departamentu kaliskiego. Od 1807 do 1815 roku Brzeźno znalazło się w graniach Księstwa Warszawskiego. W 1815 Brzeźno weszło w skład Królestwa Polskiego, województwa kaliskiego (późniejszej guberni) i powiatu (obwodu) konińskiego. Od 1845 Brzeźno weszło w skład guberni warszawskiej, a w 1867 powróciło do guberni kaliskiej. 
W II połowie XIX wieku w Brzeźnie w niewielkim stopniu wydobywano węgiel brunatny, o czym informowała Zofia Urbanowska w "Gazecie Polskiej".  
Pod koniec XIX wieku czynna była we wsi gorzelnia parowa i cegielnia.  
W dwudziestoleciu międzywojennym Brzeźno należało do powiatu konińskiego, włączonego w skład województwa łódzkiego, a od 1938 do poznańskiego. Po wybuchu II wojny światowej znalazło się w granicach Kraju Warty, w rejencji inowrocławskiej.
Po 1945 powrócono do przedwojennej administracji. W 1954 roku zlikwidowano gminę Brzeźno, zastąpioną w 1973 roku gminą Krzymów, wchodzącą w skład województwa konińskiego.
Do 1954 roku istniała gmina Brzeźno. W latach 1954–1972 wieś należała i była siedzibą władz gromady Brzeźno. W latach 1975–1998 miejscowość należała administracyjnie do województwa konińskiego.
W 1999 roku Brzeźno znalazło się w województwie wielkopolskim, powiecie konińskim, gminie Krzymów.
W czasach PRLu Brzeźno znacznie straciło na znaczeniu. W 1969 we wsi istniała szkoła podstawowa (istniejąca w dawnym dworze), posterunek Milicji Obywatelskiej, poczta, Prezydium Gromadzkiej Rady Narodowej i remiza OSP. W 1999 załoga brzezińskiego gościńca „Stary Koń” przygotowywała posiłki dla uczestników VII pielgrzymki Jana Pawła II do Polski. W 1973 roku zlikwidowano Prezydium Gromadzkiej Rady Narodowej w Brzeźnie, zamknięto posterunek MO, a w 1974 roku zlikwidowano szkołę, przenosząc uczniów klas V-VIII do Szkoły Podstawowej nr 1 w Koninie, a młodszych do wynajętego budynku w Brzeźnie. Następnie przeniesiono pocztę z Brzeźna do Krzymowa. Planowano również rozbiórkę brzezińskiego dworku, jednak na skutek protestów mieszkańców oddano go do dyspozycji szkoły. 
W 1989 roku utworzono w Brzeźnie Parafię Matki Bożej Nieustającej Pomocy. W 2001 roku otwarto w Brzeźnie gimnazjum (mieszczące się razem ze szkołą podstawową w dworku), a w 2002 oddano do użytku salę gimnastyczną dla brzezińskiej szkoły. W 2006 roku otwarto nowy budynek szkoły.
W 2011 roku liczyła 2118 mieszkańców.